# أولاد اسعيد او موسى (اللوتا بور 2)
أولاد اسعيد أو موسى هو دُوَّار يقع بجماعة أولاد حسون حمري، إقليم الرحامنة، جهة مراكش آسفي في المملكة المغربية. ينتمي الدوّار لمشيخة اللوتا بور 2 التي تضم 26 دوار. يقدر عدد سكانه بـ 237 نسمة حسب الإحصاء الرسمي للسكان والسكنى لسنة 2004.

## روابط خارجية
- البوابة الوطنية للجماعات الترابية
- المندوبية السامية للتخطيط